# Ipo Rizema
Ipo Rizema, auch Ip(p)o Ri(t)zema, Ryzime, Ryzema oder Ritzima, (geboren am Ende des 16. Jahrhunderts; gestorben im 17. Jahrhundert) war ein deutscher Münzmeister.

## Anstellungen
Rizemas Münzmeisterzeichen waren einzelne (in Lippe) bzw. zwei gekreuzte Zainhaken. In Lippe wurden darüber hinaus auch Münzen ohne sein Zeichen ausgegeben.

### Bremen (1613 bis 1618)
Ipo Rizema war vom 8. Februar 1613 an Münzmeister der Stadt Bremen, aber bereits zwei Jahre später, am 28. Februar 1615, bat er den Bremer Rat um seine Entlassung. Da dieser aber nicht entsprochen wurde, führte er seine Tätigkeit – nachweislich war Rizema am 25. Januar 1616 noch Bremischer Münzmeister – vermutlich bis zur Anstellung in Freudenberg fort. In Bremen erhielt Rizema eine jährliche Besoldung in Höhe von 100 Reichstalern und dazu freie Behausung.
1613, Februar 8. – Bestallung für den Münzmeister Ippo Ritzema

„Wy Borgermeistere und Rath der Stad to Bremen don kund und bekennen hiermede, dat wy dorch unse Verordente mit Ippo Ritzema Munzmeisteren wegen unse Munze dergestalt und darhen hebben handelen laten, dat he vermoge siner uns desswegen gedahnen, und den er ferner inskunftig den loflich neddersechsischen Kreise, inholt upgerichteter Munz- und probier-Ordnung und Kreis-Afschede noch dohn wird, Eyd und Plichte, allerhand grove und kleine Munzsorten, so ohme van unsen verordenten Munzherren, vermoge des Kreises Afschede, to munten bevehlen werden, up des hilligen Rikes und dusses neddersechsischen Kreises verglichenen Schrot und Korn, bestes sines Vermogens und Flites unweigerlich verfertigen und munten, und vor allen daranne sin schole und wille, darmede uns der Munze halven nene Beschwerung, Vornachdelung, Vorkortunge oder Vorwith wedderfahren moge. Dess will he allen Unkosten, so up dat ganze Munzwerk gehen wert, up sich nehmen und vorrichten, dargegen wy ohme de Behusinge der Munze, derselven siner Gelegenheit nach to gebrueken, indohen, und darto järlichs 100 Sp. Thlr. Besoldung geven und entrichten willen. Dess hebben wy uns vorbeholden und de Munzmeister ock mit bewilliget, dat wenner uns beleven wurde, de Munze ein tidtlang wedderumme intostellen, dat uns datselvige jeder Tid unvorhindert frey sin, jedoch dat solchs dem Munzmeister ein half Jahr tovorn, sine Gelegenheit darnach to richten, angekundiget und vorwittlichet werden schole, imgleichen, dar de Munzmeister inskunftich sinen Afschedt begeren wurde, schall he solchs unsern voerordenten Munzherren ein half Jahr tovorn to vormelden und antotegen verplichtet sin, Alles getreulich und ohn Gefehrde. Und des in Orkende hebben wy Borgermeistere und Rath obgemelt unser Stadt Secret hirunder upt Spatium witliken laten drucken.
Geschehen im Jahre nach Christi unses leven Herrn Gebort 1613 am 8. Dage des Mantes Febrnarij.“

### Freudenberg (1618 bis 1619/20)
Von 1618 bis zum Winter 1619/20 war Rizema für den Grafen Adolf von Bentheim-Tecklenburg (1577–1623) Münzmeister in Freudenberg, heute zur niedersächsischen Stadt Bassum gehörend.
Übersicht der Prägungen (unvollständig)
Erklärung: S = Silber; o. J. = ohne Jahresangabe; t = verschiedene Typen; n. g. = nicht gesichert
| Nominale            | 1618    | 1619    | 1620    | o. J. | Ref.  |
| 1 Taler             | S n. g. |         |         |       |       |
| 1/21 Taler          |         |         | S n. g. |       |       |
| 6 Stüber (Blamüser) | S n. g. | S n. g. |         | S t   | [ 3 ] |
| 5 Stüber            | S n. g. | S n. g. | S n. g. |       |       |
| 12 Kreuzer          |         |         | S n. g. |       |       |

### Grafschaft Lippe (1620 bis 1621)
Anfang des Jahres 1620, am 2. Februar, schloss Rizema mit dem lippischen Grafen Simon VII. (1587–1627) einen ersten Vertrag, in dem er sich verpflichtete, das lippische Münzwesen ein Jahr lang zu verwalten. Darin verpflichtete sich der Graf, Rizema ein Startkapital für die Silberbeschaffung in Höhe von 15.000 Reichstalern mit jährlichem Zins von sechs Prozent zu leihen. Im Gegenzug musste Rizema wöchentlich 260 Reichstaler schlagen und alle anfallenden Kosten übernehmen.
Vertrag zwischen Graf Simon VII. und Münzmeister Ipo Rizema vom 2. Februar 1620

„Wir Simon etc bekennen hiermit und thuen kundt menniglich, das wir Ipo Ryzime vor unsern Müntzmeister und Dieneren, jedoch uff vorgehemdt bey den Creyß Qualification, haben uff und angenohmen, das er unß soll getrew und holdt sein. Unser Bestes befordern, unser Müntzwesen in gepürliche Obacht haben, damit alles nach des Reichs verordneten Korn beschickt und solches jederzeit vor einen loblichen Creyß, unß auch sonsten meninglich hab zu verandtwortten. Mit dem Schrot aber soll er sich den benachbarten des Crayses Müntzstenden, zwar nicht dem höchesten, auch nicht dem geringsten, sondern dem mittler jederzeit bequem, wie durchauß gemeße und gleichformig verhalten. Auch sonsten alles thuen, was einen uffrichtigen, redlichen Müntzmeister eignet und gepüret. Wegen dießes seines Dienstes haben wir unß einer Besoldung und Underhalts zu seiner Gnüge mit ihme verglichen. Wollen ihme auch sampt denen Seinigen, wan er sich gesetzter Maßen in seinem Thuen verhalten wirdt, nach Recht und Moglichkeit iederzeit zuvertretten und zuschützen wißen.
1620 [Lichtmessen 1620 / 2. Februar 1620]“

Vertragsbestätigung (1. Reversal) des Münzmeisters Ipo Rizema vom 2. Februar 1620

„Ich Undt[erzeichner] bekenne hiermit vor mich, meine Erben, auch iedermeinglich, demnach mir der Hochgeborner Herr, Herr Simon, Graff und Edler Herr zur Lippe etc., Ihr[er] G[na]d[en] Müntzwerck in der Stadt Detmolt, meinen besten Nutzen nach mich zugeprauchen, uff ein jahrlang haben, in und gethan, mir auch darbey gräfflich zugesagt, dafern ich mich wie einen redtlichen Müntzmeistern gepurt und meiner Bestallung nach auch verhalten werde. Den Gehalt und Corn nach des Reichsverordnung, das Stücklen oder Schrot nach andern benachbarten dieses Crayßes Müntz Ständen, jedoch nicht dem geringsten, noch höchsten, sondern dem mitteren zufolge richten würde. Mich meiner Haab und Gut vor meninglich mit Recht und aller Moglichkeit gnedig schützen und vertretten wollten. Da es Noht ist, mr I[rer] G[na]d[en] Räthe einen zu den Probationdägen, iedoch uff meine Kosten zu ordnen. Fünfzehntausend Rthlr. ad 24 Fürstengroschen zum Silberkauff mir unhandt gegen Inliefferung so viel Silbers geben. Die Silber und Payementen durch I[rer] G[na]d[en] Fuhr und Diener, aber uff meinen Kosten, auch mehr über vünf Meilen, abholen laßen.
Die Müntzgereydtschafft wie die ietz wieder vorhanden, zusampt einen Inventario künfftigen solch Stande wid zu lieffern, in Andtwortten wie dan auch uff ein Pferd, Haver, Heu und Stroe, wan mir solche gnedige versprochene Puncta wircklich gehalten werden. So gelobe ich crafft dieses, bey Verpflichtung meines Leib, Haeb und Guhts, das ich alle dieienige Puncte, darzu ich mich in meiner Bestallung hab verbundig gemacht, nicht allein will ich ehrlich haltten, sondern auch hochgedacht meinen gnedig Herr uff ein jahrlang von Dato ich den ersten Hamer schlagen laße, anzurechnen, alle und iede Woche uff Sonabents will ohnfelbar erlegen 260 Rtlr. ohne einge Zurede oder Abzug, wie derselbe Nahmen haben magh. Ich will auch alle und iede Ohnkosten wie derselbe bewant und uff dieß in Müntzwerck gehen konten, auch mit Besoldung des Muntzrath zu Collen werden und dergleichen abtragen und bezahlen. Weilen ich auch wegen der verschoßenen 15 000 Rtlr. keine wirckliche Sicherheit stellen kann, so verpflichte ich mich hiermit, das vor so viel Silber iedesmals uff der Schmitten und des Schmitm[eisters] Handen sollen gefunden werden. Zu welchem Ende ich dan Ohm Albrechten als ietzig Schmit Meister, so lang moglich behalten und zu deßen Abzugh einen andern Schmitm[eister] zu I[hrer] G[na]d[en] Gehagh will darstellen, das konnen I[hrer] G[na]d[en] auch zu dero Gnaden Gefallen iedes mals die Silber besichtigen laßen.
Endlich sol will ich auch I[hrer] G[na]d[en] angeordneten Reckwerck vor mich ein geringsten nich widerlich sein, sondern daßselbe nach meinem beßten helffen, befordern, auch I[hrer] G[na]d[en] und deren Erben iederzeit das einige thuen und leißten, was einen getrewen und vereydeten Diener eignet und gepürt. Dießen nun wie obgesetzt, dafern mir gnedig zugesagte, Conditiones erfüllet werden, verpflichte ich mich, bey meinen Ehren, Verunderpfendung, Haeb und Guhts hiermit, in allen und ieden Puncten uffrichtig und redtlich zu haltten, woruber ich einen leiblichen Aydt abgelegt hab. Auch zu Urkundt dießes mit eigner Handt undschrieben und versiglet, uff Lichtmessen des 1620. Jars.“

Vertragsbestätigung (2. Reversal) des Münzmeisters Ipo Rizema vom 2. Februar 1620

„Ich Ipo Ryzema bekenne hiermitt für mich, meine Erben, auch jedermenniglich, daß der Hochgeborner Her, Her Simon, Graff undt Edler Herr zur Lippe etc. u[nser] g[nädiger] Herr, bey Ahnnehmung I[hrer] G[na]d[en] Müntze in dero Statt hieselbst mir auch gnedig lieffern lassen und vorgestrecket, zum Sielberkauff fünfzehntausent currente Thaler, jeden zu 24. Fürstengroschen gerechnet. Diewelche ich auch heut Dato zue meinen eigenen Handen bahr über in einer untertheilten vollkommenen Summen unverschiden entpfangen und sobaltt ahngezogenen Siekberkauff ahngewendet, dernwegen Hochgedachte I[hre] Gn[a]d[en] hiermitt bester undt in bestendigster Formbrechtens offiren ledig und loß sagen. Daruff auch der exeption non numeratae pecuniae daneben bey meinen wahren Wortten, trewen und christlichen Glauben ahn Aidesstatt und Verpfendung aller meiner Haab und Gueter, liegend und fahrendt, wie die Nahmen haben und wo  solche auch dalegen undt sein mogen, sothane 15 000 Thaler mitt Gepurn der Zinnß, sechs von Hundert zuverzinsen. Auch die Capitalsummen ohne einige vorhergehende Costen, wan ich mich der Muntz nich weiter würde annehmen undt darunter alß Müntzmeister ferner geprauchen zu lassen, bedenkens in einer unzertheilten bahren Summen in den Sorten, jeh sie entpf[angen], zusampt den Zinsen,da einige uffgelauffen wehren, unnachlessig und redlich abzulegen und wieder zulieffern, ohne Argelist und Gewehrde. Datum Detmolden uff Lichtmessen im Jahr 1620 [2. Februar]“

Ipo Rizema war bis Oktober 1621 für den lippischen Grafen tätig.
Übersicht der Prägungen (unvollständig)
Erklärung: S = Silber; t = jeweils verschiedene Typen; n. g. = nicht gesichert
| Nominale                     | 1620 | 1621      | Ref.  |
| Reichstaler                  | S    |           |       |
| Doppelter Reichstaler        | S    |           |       |
| 1/21 Taler                   | S t  | S t n. g. | [ 7 ] |
| 1/24 Taler (Reichsgroschen)  | S t  |           | [ 8 ] |
| 3 Kreuzer                    | S    |           |       |
| 12 Kreuzer (Schreckenberger) | S t  |           | [ 9 ] |
| Schilling (zu 12 Pfennig)    |      | S t n. g. |       |